# Hot Club de Paris
Hot Club de Paris ist eine dreiköpfige englische Indie-Rock-Band, die 2004 in Liverpool gegründet wurde und zurzeit bei Moshi Moshi Records unter Vertrag steht.

## Bandgeschichte
Die Band entstand 2004, nachdem sich Smith und Rafferty 2003 auf einer Rennbahn in Chester getroffen hatten. Die Mitglieder spielten schon vorher in verschiedenen Bands aus Liverpool. Ihr Klang ist hörbar von Mathrock und experimentellem Indie-Rock beeinflusst, wobei sie auch ihre Liebe zum US-amerikanischen Punk-Rock teilen.
2005 unterschrieben sie bei Moshi Moshi Records und tourten intensiv um ihr erstes Album Drop It 'Til It Pops zu supporten, welche auch deswegen starkes Airplay in England genoss. 2006 und 2007 begleiteten sie als Vorgruppe Bands wie Maxïmo Park und The Who weltweit.
2008 erschien das zweite Album Live at Dead Lake, welches jedoch kein Livealbum ist.

## Diskografie
Alben
- 2006: Drop It ’Til It Pops (Moshi Moshi Records)
- 2008: Live at Dead Lake (Moshi Moshi Records)
- 2011: Free the Pterodactyl 3 (Moshi Moshi Records)

EPs
- 2008: Hey! Housebrick (Moshi Moshi Records)

Singles
- 2006: Sometimesitsbetternottostickbitsofeachotherineachotherforeachother (Moshi Moshi Records)
- 2006: Everyeveryeverything (Moshi Moshi Records)
- 2007: Shipwreck (Moshi Moshi Records)
- 2007: Clockwork Toy/You Can Call Me Al (Moshi Moshi Records)
- 2007: Will You Still Be in Love with Me Next Year? (Moshi Moshi Records)
- 2008: Hey! Housebrick (Moshi Moshi Records)
- 2008: My Little Haunting (Moshi Moshi Records)
- 2010: With Days Like This as Cheap as Chewing Gum Why Would Anyone Want to Work? (Moshi Moshi Records)
- 2010: The Rise and Inevitable Fall of the High School Suicide Cluster Band (Moshi Moshi Records)